# Edson Puch
Edson Raúl Puch Cortez (Iquique, 4 settembre 1986) è un calciatore cileno, attaccante del Dep. Iquique.

## Carriera

### Club
Dopo aver militato per due stagioni nell'Universidad de Chile, nel 2011 si trasferisce all'Al-Wasl.

### Nazionale

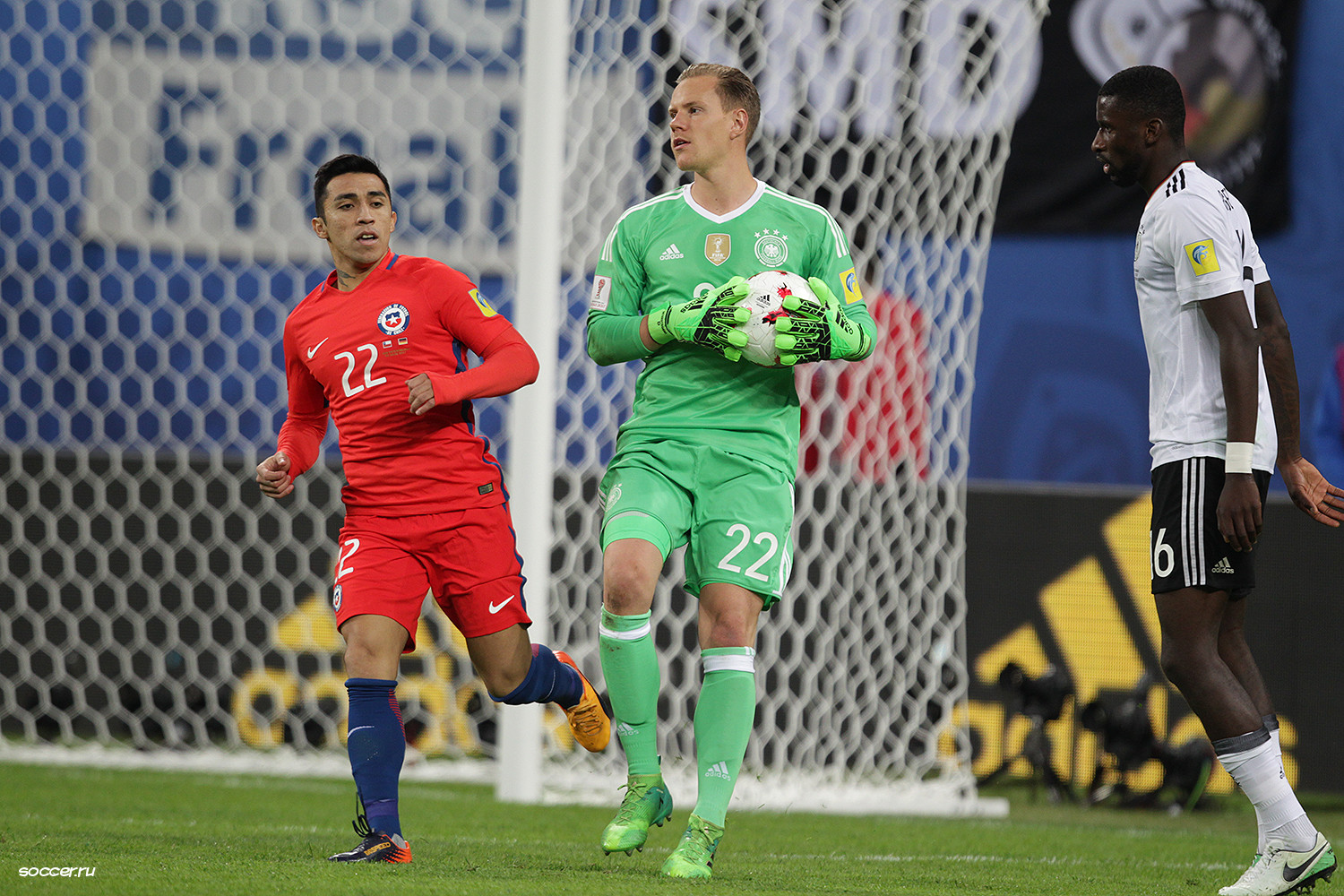
Puch nella partita contro la Germania per la finale della Confederations Cup 2017

Nel 2009 è stato convocato per la prima volta in Nazionale.
Viene convocato per la Copa América Centenario negli Stati Uniti.
Il 18 giugno 2016, segna per la prima volta in nazionale,una doppietta, nel 7-0 del Cile sul Messico, nei quarti di finale della Copa América Centenario.

## Statistiche
Statistiche aggiornate al 4 dicembre 2021.

### Presenze e reti nei club
| Stagione        | Squadra              | Campionato      | Campionato | Campionato | Coppe nazionali | Coppe nazionali | Coppe nazionali | Coppe continentali | Coppe continentali | Coppe continentali | Altre coppe | Altre coppe | Altre coppe | Totalee | Totalee | Totalee |
| Stagione        | Squadra              | Comp            | Pres       | Reti       | Comp            | Pres            | Reti            | Comp               | Pres               | Reti               | Comp        | Pres        | Reti        | Pres    | Reti    |         |
| --------------- | -------------------- | --------------- | ---------- | ---------- | --------------- | --------------- | --------------- | ------------------ | ------------------ | ------------------ | ----------- | ----------- | ----------- | ------- | ------- | ------- |
| 2009            | Dep. Iquique         | PD              | 17         | 6          | -               | -               | -               | -                  | -                  | -                  | -           | -           | -           | 17      | 6       |         |
| Totale club     | Totale club          | Totale club     | 17         | 6          |                 | -               | -               |                    | -                  | -                  |             | -           | -           | 17      | 6       |         |
| 2009            | Universidad de Chile | PD              | 11         | 3          | -               | -               | -               | CS                 | 5                  | 0                  | -           | -           | -           | 16      | 3       |         |
| 2010            | Universidad de Chile | PD              | 32         | 6          | -               | -               | -               | CL+CS              | 10+2               | 2                  | -           | -           | -           | 44      | 8       |         |
| 2011            | Universidad de Chile | PD              | 22         | 8          | -               | -               | -               | -                  | -                  | -                  | -           | -           | -           | 22      | 8       |         |
| Totale club     | Totale club          | Totale club     | 65         | 17         |                 | -               | -               | -                  | 17                 | 2                  |             | -           | -           | 82      | 19      |         |
| 2011            | Al Wasl              | PD              | 6          | 1          | CDL             | 6               | 0               | -                  | -                  | -                  | -           | -           | -           | 12      | 1       |         |
| Totale club     | Totale club          | Totale club     | 6          | 1          |                 | 6               | 0               |                    | -                  | -                  |             | -           | -           | 12      | 1       |         |
| 2012            | Dep. Iquique         | PD              | 15         | 2          | -               | -               | -               | -                  | -                  | -                  | -           | -           | -           | 15      | 2       |         |
| 2013            | Dep. Iquique         | PD              | 11         | 0          | -               | -               | -               | CL                 | 7                  | 0                  | -           | -           | -           | 18      | 0       |         |
| Totale club     | Totale club          | Totale club     | 26         | 2          |                 | -               | -               |                    | 7                  | 0                  |             | -           | -           | 33      | 2       |         |
| 2014            | Al Wasl              | PD              | 10         | 1          | CDL             | 1               | 0               | -                  | -                  | -                  | -           | -           | -           | 11      | 1       |         |
| Totale club     | Totale club          | Totale club     | 10         | 1          |                 | 1               | 0               |                    | -                  | -                  |             | -           | -           | 11      | 1       |         |
| 2015            | Huracán              | PD              | 6          | 0          | -               | -               | -               | CL                 | 3                  | 0                  | SS          | 1           | 1           | 10      | 1       |         |
| Totale club     | Totale club          | Totale club     | 6          | 0          |                 | 1               | 1               |                    | 3                  | 0                  |             | 1           | 1           | 10      | 1       |         |
| 2016            | LDU de Quito         | PD              | 15         | 3          | -               | -               | -               | CL                 | 5                  | 1                  | -           | -           | -           | 20      | 4       |         |
| Totale club     | Totale club          | Totale club     | 15         | 3          |                 | -               | -               |                    | 5                  | 1                  |             | -           | -           | 20      | 4       |         |
| 2016-17         | Necaxa               | PD              | 35         | 15         | CM              | 1               | 1               | -                  | -                  | -                  | -           | -           | -           | 36      | 16      |         |
| Totale club     | Totale club          | Totale club     | 35         | 15         |                 | 1               | 1               |                    | -                  | -                  |             | -           | -           | 36      | 16      |         |
| 2017-18         | Pachuca              | PD              | 9          | 2          | CM              | 3               | 0               | -                  | -                  | -                  | -           | -           | -           | 12      | 2       |         |
| Totale club     | Totale club          | Totale club     | 9          | 2          |                 | 3               | 0               |                    | -                  | -                  |             | -           | -           | 12      | 2       |         |
| 2017-18         | Querétaro            | PD              | 14         | 5          | CM              | 1               | 0               | -                  | -                  | -                  | -           | -           | -           | 15      | 5       |         |
| 2018-19         | Querétaro            | PD              | 8          | 1          | CM              | 1               | 0               | -                  | -                  | -                  | -           | -           | -           | 9       | 1       |         |
| Totale club     | Totale club          | Totale club     | 22         | 6          |                 | 2               | 0               |                    | -                  | -                  |             | -           | -           | 24      | 6       |         |
| 2019            | Universidad Católica | PD              | 17         | 5          | CC              | 5               | 1               | CL+CS              | 6+1                | 2                  | -           | -           | -           | 29      | 8       |         |
| 2020            | Universidad Católica | PD              | 24         | 5          | -               | -               | -               | CL+CS              | 6+6                | 1                  | SS          | 1           | 0           | 37      | 6       |         |
| 2021            | Universidad Católica | PD              | 22         | 1          | -               | -               | -               | CL                 | 5                  | 0                  | -           | -           | -           | 27      | 1       |         |
| Totale club     | Totale club          | Totale club     | 63         | 11         |                 | 5               | 1               |                    | 24                 | 3                  |             | 2           | 0           | 93      | 15      |         |
| Totale carriera | Totale carriera      | Totale carriera | 263        | 63         |                 | 18              | 3               |                    | 56                 | 6                  |             | 3           | 0           | 350     | 72      |         |

### Cronologia presenze e reti in nazionale
| Cronologia completa delle presenze e delle reti in nazionale ― Cile | Cronologia completa delle presenze e delle reti in nazionale ― Cile | Cronologia completa delle presenze e delle reti in nazionale ― Cile | Cronologia completa delle presenze e delle reti in nazionale ― Cile | Cronologia completa delle presenze e delle reti in nazionale ― Cile | Cronologia completa delle presenze e delle reti in nazionale ― Cile | Cronologia completa delle presenze e delle reti in nazionale ― Cile | Cronologia completa delle presenze e delle reti in nazionale ― Cile |
| Data                                                                | Città                                                               | In casa                                                             | Risultato                                                           | Ospiti                                                              | Competizione                                                        | Reti                                                                | Note                                                                |
| ------------------------------------------------------------------- | ------------------------------------------------------------------- | ------------------------------------------------------------------- | ------------------------------------------------------------------- | ------------------------------------------------------------------- | ------------------------------------------------------------------- | ------------------------------------------------------------------- | ------------------------------------------------------------------- |
| 27-5-2009                                                           | Osaka                                                               | Giappone                                                            | 4 – 0                                                               | Cile                                                                | Amichevole                                                          | -                                                                   |                                                                     |
| 29-5-2009                                                           | Chiba                                                               | Cile                                                                | 1 – 1                                                               | Belgio                                                              | Amichevole                                                          | -                                                                   |                                                                     |
| 17-11-2009                                                          | Žilina                                                              | Slovacchia                                                          | 1 – 2                                                               | Cile                                                                | Amichevole                                                          | -                                                                   |                                                                     |
| 20-1-2010                                                           | Coquimbo                                                            | Cile                                                                | 2 – 1                                                               | Panama                                                              | Amichevole                                                          | -                                                                   |                                                                     |
| 22-1-2011                                                           | Carson                                                              | Stati Uniti                                                         | 1 – 1                                                               | Cile                                                                | Amichevole                                                          | -                                                                   |                                                                     |
| 21-3-2012                                                           | Arica                                                               | Cile                                                                | 3 – 1                                                               | Perù                                                                | Amichevole                                                          | -                                                                   |                                                                     |
| 27-05-2016                                                          | Viña del Mar                                                        | Cile                                                                | 1 – 2                                                               | Giamaica                                                            | Amichevole                                                          | -                                                                   |                                                                     |
| 1-6-2016                                                            | San Diego                                                           | Messico                                                             | 1 – 0                                                               | Cile                                                                | Amichevole                                                          | -                                                                   |                                                                     |
| 10-6-2016                                                           | Foxborough                                                          | Cile                                                                | 2 – 1                                                               | Bolivia                                                             | Coppa America Centenario - 1º turno                                 | -                                                                   |                                                                     |
| 14-6-2016                                                           | Filadelfia                                                          | Cile                                                                | 4 – 2                                                               | Panama                                                              | Coppa America Centenario - 1º turno                                 | -                                                                   |                                                                     |
| 18-6-2016                                                           | Santa Clara                                                         | Messico                                                             | 0 – 7                                                               | Cile                                                                | Coppa America Centenario - Quarti di finale                         | 2                                                                   |                                                                     |
| 22-6-2016                                                           | Chicago                                                             | Colombia                                                            | 0 – 2                                                               | Cile                                                                | Coppa America Centenario - Semifinale                               | -                                                                   |                                                                     |
| 26-6-2016                                                           | East Rutherford                                                     | Argentina                                                           | 0 – 0 dts (2 – 4 dtr)                                               | Cile                                                                | Coppa America Centenario - Finale                                   | -                                                                   |                                                                     |
| 1-9-2016                                                            | Asunción                                                            | Paraguay                                                            | 2 – 1                                                               | Cile                                                                | Qual. Mondiali 2018                                                 | -                                                                   |                                                                     |
| 11-10-2016                                                          | Santiago del Cile                                                   | Cile                                                                | 2 – 1                                                               | Perù                                                                | Qual. Mondiali 2018                                                 | -                                                                   |                                                                     |
| 3-6-2017                                                            | Santiago del Cile                                                   | Cile                                                                | 3 – 0                                                               | Burkina Faso                                                        | Amichevole                                                          | -                                                                   |                                                                     |
| 13-6-2017                                                           | Cluj-Napoca                                                         | Romania                                                             | 3 – 2                                                               | Cile                                                                | Amichevole                                                          | -                                                                   |                                                                     |
| 18-6-2017                                                           | Mosca                                                               | Camerun                                                             | 0 – 2                                                               | Cile                                                                | Conf. Cup 2017 - 1º turno                                           | -                                                                   |                                                                     |
| 2-7-2017                                                            | Mosca                                                               | Cile                                                                | 0 – 1                                                               | Germania                                                            | Conf. Cup 2017 - Finale                                             | -                                                                   |                                                                     |
| 10-10-2017                                                          | San Paolo                                                           | Brasile                                                             | 3 – 0                                                               | Cile                                                                | Qual. Mondiali 2018                                                 | -                                                                   |                                                                     |
| Totale                                                              |                                                                     | Presenze                                                            | 20                                                                  |                                                                     | Reti                                                                | 2                                                                   |                                                                     |

## Palmarès

### Club
- Campionato cileno: 3

Universidad Católica: 2019, 2020, 2021
- Supercopa de Chile: 3

Universidad Católica: 2019, 2020, 2021

### Nazionale
- Coppa America: 1

USA 2016